# Annie Hall
Annie Hall és una pel·lícula de Woody Allen del 1977. Ha estat doblada al català, emetent-se l'11 d'abril de 1992 per TV3, i el 1994 a Canal Nou.

## Argument
Alvy Singer és un comediant de clubs nocturns que als 40 anys fa un repàs de la seua vida després d'haver trencat amb la seua nòvia, Annie. Conta els seus amors, els seus matrimonis i la seua relació amb ella, a qui coneix després d'un partit de tennis. Alvy és una persona especial, una mica neuròtic, dominat per una sèrie d'obsessions que acaben per destruir cadascuna de les seues relacions.

## Repartiment
- Woody Allen.... Alvy Singer
- Diane Keaton…. Annie Hall
- Carol Kane.... Allison Portchnick
- Paul Simon…. Tony Lacey
- Shelley Duvall…. Pam
- Janet Margolin…. Robin
- Colleen Dewhurst.... Mrs Hall.
- Christopher Walken…. Duane Hall
- Donald Symington.... Mr Hall
- Helen Ludlam.... Grammy Hall
- Mordecai Lawner…. Mr.Singer
- Joan Neuman.... Mrs Singer
- Jonathan Munk…. Alvy Singer
- Ruth Volner.... Tia d'Alvy.

## Premis i nominacions

### Premis
- 1978: Oscar a la millor pel·lícula per Charles H. Joffe[4]
- 1978: Oscar al millor director per Woody Allen[4]
- 1978: Oscar a la millor actriu per Diane Keaton[4]
- 1978: Oscar al millor guió original per Woody Allen i Marshall Brickman[4]
- 1978: Globus d'Or a la millor actriu musical o còmica per Diane Keaton
- 1978: BAFTA a la millor pel·lícula
- 1978: BAFTA a la millor direcció per Woody Allen
- 1978: BAFTA a la millor actriu per Diane Keaton
- 1978: BAFTA al millor guió per Woody Allen i Marshall Brickman
- 1978: BAFTA al millor muntatge per Ralph Rosenblum i Wendy Greene Bricmont

### Nominacions
- 1978: Oscar al millor actor per Woody Allen[4]
- 1978: Globus d'Or a la millor pel·lícula musical o còmica
- 1978: Globus d'Or al millor director per Woody Allen
- 1978: Globus d'Or al millor actor musical o còmic per Woody Allen
- 1978: Globus d'Or al millor guió per Woody Allen i Marshall Brickman
- 1978: BAFTA al millor actor per Woody Allen
- 1978: César a la millor pel·lícula estrangera